# Diidrossilazione asimmetrica di Sharpless
La diidrossilazione asimmetrica di Sharpless è una reazione enantioselettiva che permette la formazione di un diolo partendo da un alchene. Il protocollo prevede l'utilizzo del tetrossido di osmio in presenza di un ligando derivato dal chinino: quest'ultimo determina l'enantioselettività ed è presente in quantità catalitica. L'aggiunta di un agente ossidante come il ferricianuro di potassio permette di riutilizzare il tetrossido di osmio, generando un risparmio economico e riducendo l'impatto ambientale.
La formazione di dioli chirali fu un enorme avanzamento nella sintesi chimica del tempo, poiché grazie alla versatilità del gruppo ossidrile permise una via d'accesso a molti prodotti naturali o biologici che possiedono un alto numero di stereocentri contenenti vari gruppi funzionali. La scoperta di questo metodo, insieme a simili reazioni come l'omonima epossidazione, valse a Barry Sharpless il premio Nobel per la chimica nel 2001.
Odiernamente, sono disponibili in commercio preparati contenenti la corretta concentrazione delle sostanze necessarie per la diidrossilazione. Queste soluzioni prendono il nome di AD-mix, con le lettere greche α e β per distinguere i due enantiomeri del ligando.

## Enantioselettività
La struttura del catalizzatore presenta spazi diversi per i sostituenti dell'alchene. L'enantioselettività è dovuta alla minimizzazione dell'ingombro sterico. Per prevedere da quale lato avverrà la diidrossilazione, si può utilizzare una mnemotecnica. Piazzando l'alchene orizzontalmente, si inseriscono i sostituenti RL, RM ed RS come nel diagramma seguente. L'AD-mix α reagirà dal basso, mentre l'AD-mix β dall'alto.

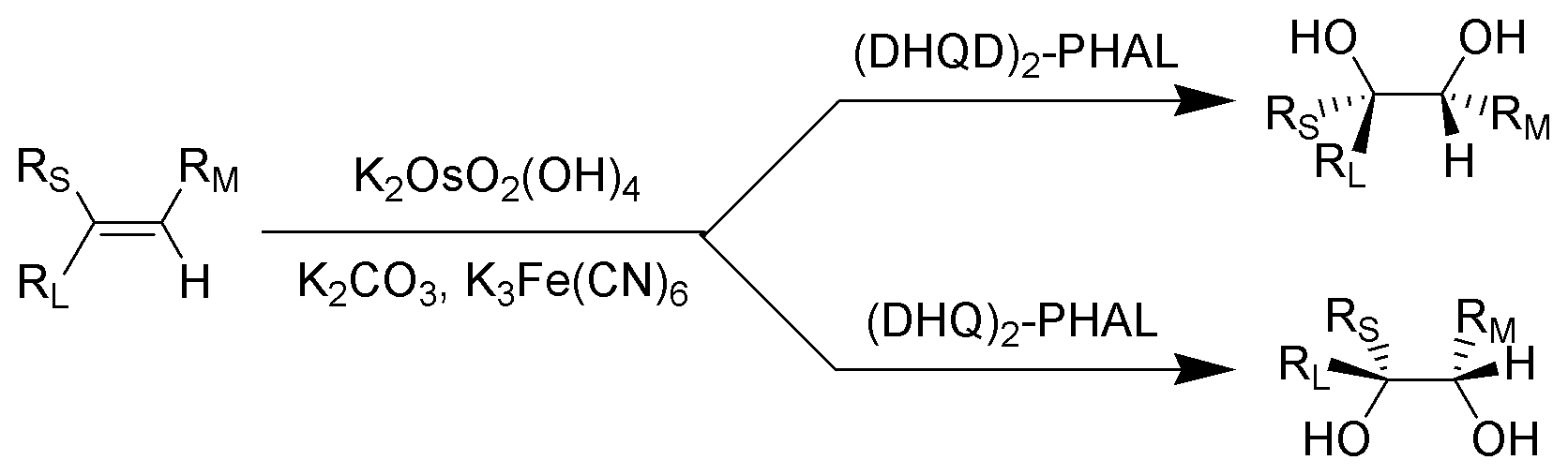
Illustrazione della diidrossilazione asimmetrica di Sharpless. R_{L}, R_{M} ed R_{S} denotano l'ingombro sterico dei sostituenti in ordine decrescente